# Zoran Radović
Zoran Radović (* 17. Februar 1961 in Belgrad) ist ein ehemaliger serbischer Basketballspieler.

## Laufbahn

### Spieler
Radović spielte ab 1978 bei OKK Belgrad, 1980 wechselte er an die Wichita State University (Vereinigte Staaten). Für die Hochschulmannschaft erzielte der 1,90 Meter große Aufbauspieler in der Saison 1980/81 in zwölf Einsätzen im Schnitt 1,7 Punkte. Nach dem Jahr in den USA spielte er für Roter Stern Belgrad, stieg dort zum Mannschaftskapitän auf.
1990 holte ihn Trainer Faruk Kulenović zur BG Charlottenburg, aus der 1991 Alba Berlin wurde. Radović fand sich in der Bundesliga hervorragend zurecht und überzeugte in Abwehr und Angriff, unter anderem dank seiner schlitzohrigen Spielweise. Er erreichte mit den Berlinern in den Spielzeiten 1990/91 und 1991/92 jeweils die Endspielserie der Basketball-Bundesliga, beide Male verlor man gegen Bayer Leverkusen. Im vierten Spiel um die Meisterschaft gegen Leverkusen 1991 zog sich Radović einen Wadenbeinbruch zu. Ohne ihren Spielmacher verpassten die Berliner den Gewinn des Meistertitels. In seinem zweiten Jahr in der deutschen Hauptstadt zeigte er bei seinen Auftritten mit der Mannschaft, die nun unter dem Namen Alba Berlin antrat, teils herausragende Leistungen und schloss die Saison 1991/92 mit einem Durchschnitt von 24,9 Punkten je Begegnung ab. 1992 erzielte er für Berlin im Spiel gegen Braunschweig 49 Punkte. Radović sagte 2014 der Berliner Zeitung über seine Zeit in Deutschland kurz nach dem Mauerfall: „Berlin war ein sehr wichtiger Schritt, nicht für meine Karriere, sondern für mein Leben.“ Seine Zeit in Berlin sei „ein großes Abenteuer“ gewesen, so Radović. Laut dem Buch 50 Jahre Basketball-Bundesliga half er maßgeblich, „die Basketballbegeisterung an der Spree [...] zu entfachen“.
1992 ging er nach Belgrad zurück und stand 1992/93 bei OKK unter Vertrag. 1993/94 spielte Radović bei Pallacanestro Pavia in der ersten Liga Italiens, erzielte dort 18,9 Punkte im Schnitt. In seinem letzten Jahr als Berufsbasketballspieler 1994/95 befand sich Radović erneut in Diensten von OKK Belgrad.

#### Nationalmannschaft
Radović nahm mit Jugoslawiens Nationalmannschaft an den Weltmeisterschaften 1982 und 1986 sowie den Europameisterschaften 1985, 1987 und 1989 teil. Er wurde in der Auswahl oft mit Sonderaufgaben in der Verteidigung betraut. 1989 wurde er mit Jugoslawien an der Seite von Spielern wie Dražen Petrović, Toni Kukoč und Vlade Divac Europameister. Bei den WM-Turnieren 1982 und 1986 sowie bei der EM 1987 gewann er mit der Mannschaft Bronze.

### Funktionär
Von 1995 bis 2000 war der studierte Jurist Manager von OKK Belgrad. 2000 wechselte er zum Basketballweltverband FIBA und wurde dort im Bereich internationale Beziehungen und Basketballentwicklung tätig. 2005 wurde er bei der FIBA zum Direktor für sportliche Entwicklung befördert und bekam mit dieser Tätigkeit hauptverantwortlich die Aufgabe übertragen, den Ausbau der Basketballstrukturen in unterschiedlichen Ländern voranzubringen.